# Dógrí
Dógrí neboli dogarština (dogarsky डोगरी, ڈوگرى, ḍogrī) je indoíránský jazyk rozšířený v oblasti Džammú severoindického státu Džammú a Kašmír a v okrajových oblastech okolních států. Patří do pahárské (severní) podskupiny indoárijských jazyků. Mluvčí dógrí se nazývají Dógrové a oblast rozšíření tohoto jazyka se nazývá Duggar.
V Pákistánu a Pákistánem spravované části Kašmíru bývá tento jazyk označován jako pahárí (पहाड़ी, پھاڑی, pahāṛī). Na indoevropský jazyk neobvyklým rysem dogarštiny je její tonalita,
kterou se podobá ostatním západopahárským jazykům a paňdžábštině.

## Písmo
Dógrí se původně psalo písmem takrí,
které je blízce příbuzné písmu šárda, používanému pro kašmírštinu., a paňdžábským písmem gurmukhí. V současnosti se pro dogarštinu běžně používá v Indii písmo dévanágarí a v Pákistánu arabské písmo ve stylu nastalík.

## Některá běžná slova
| Dógrí         | Dógrí  | Česky  | Srovnání                                                                                          |
| ------------- | ------ | ------ | ------------------------------------------------------------------------------------------------- |
| آہ / ऑह       | āh     | ano    | hā̃ (hindsky, urdsky, paňdžábsky), ā (kašmírsky), ho (paštunsky)                                   |
| کنے / कन्ने     | kanne  | s, se  | sāth (hindsky, urdsky), sityə (kašmírsky), nāl (paňdžábsky)                                       |
| نکے / नुक्के     | nukke  | boty   | jūtẽ (hindsky, urdsky), chittar/juttiā̃ (paňdžábsky)                                               |
| پت / पित्त      | pit    | dveře  | darvāzā (hindsky, urdsky, paňdžábsky, kašmírsky), buha (paňdžábsky), bar (kašmírsky)              |
| کے / के        | ke     | co     | kyā (hindsky, urdsky, kašmírsky), kī (paňdžábsky)                                                 |
| کى / की        | kī     | proč   | kyõ (hindsky, urdsky, paňdžábsky), kyazi (kašmírsky), kate/kanu (paňdžábsky)                      |
| ادوانہ / अद्वाना | advānā | meloun | tarbūz (hindsky, urdsky), hadvāna (paňdžábsky, persky), matīra (paňdžábsky), indwanna (paštunsky) |
| دنيہ / दुनिया    | duniyā | svět   | duniyā (urdsky, paňdžábsky, kašmírsky, persky, arabsky), samsār (hindsky, paňdžábsky, kašmírsky)  |

## Tóny
Západopahárské jazyky, paňdžábština a její dialekty jsou často tonální, což je mezi indoevropskými jazyky velmi neobvyklé (i když švédština a norština jsou také tonální).
Kvůli tomuto rysu je pro mluvčí ostatních indoárijských jazyků (s výjimkou mluvčích paňdžábštiny, zejména jejích severních dialektů hindkó a pótvarí) těžké si dógrí osvojit. Několik příkladů následuje:
| Věta       | Tón              | Překlad                     |
| ---------- | ---------------- | --------------------------- |
| Kora ha.   | rovný            | To byl bič.                 |
| Kora ha.   | klesavě-stoupavý | To byl kůň.                 |
| Kora ha.   | stoupavý         | Bylo to hořké.              |
| Das kīyān? | klesavý          | Proč je deset?              |
| Das kīyān. | stoupavý         | Řekni mi jak (se to stalo). |

## Historie
V roce 1873 vyšel v nakladatelství Vidya Vilas Press (Džammú) významný dogarský překlad (v písmu takrí) klasického sanskrtského matematického díla Lílávatí od známého matematika Bhaskarčárji (nar. 1114). Protože znalost sanskrtu se omezovala na hrstku učenců, kašmírský mahárádža Ranbir Singh nechal Lílávatí přeložit Džjótšiho Bišéšvara, tehdejšího předsedu Džammú Pathšály.
V dógrí existuje tradiční poezie, beletrie i drama. Moderní dogarští básníci sahají od Kaviho Dattua (1725-1780) na dvoře rádži Randžita Déva až po profesora Ráma Nátha Šastrího a Padmu Sačdév. Kavi Dattu je ceněn pro svá díla Barah massa („Dvanáct měsíců“), Kamal nétra („Lotosové oči“), Bhup bidžóg a Bir bilas.
Programy v dógrí se pravidelně objevují ve vysílání Radia Kashmir (oddělení All India Radio) a ve vysílání Doordarshanu (indické státní televize) pro Džammú a Kašmír. Dógrí nicméně zatím nemá svůj vlastní kanál státní televize, na rozdíl od kašmírštiny (která má program Doordarshan Koshur, sledovatelný na kabelové a satelitní televizi po celé Indii).
Úřední uznání jazyka dógrí postupovalo zvolna. 2.8.1969 uznala generální rada dillíské akademie Sáhitja na základě jednomyslného doporučení sboru lingvistů dogarštinu jako „nezávislý moderní literární jazyk“. (Indian Express, New Delhi, 3.8.1969). Dógrí je jedním ze státních jazyků indického státu Džammú a Kašmír, i když ještě koncem 2. tisíciletí tento status patřil pouze urdštině. Zásadního milníku jazyk dosáhl 22.12.2003, kdy byl uznán indickou ústavou jako jeden z indických národních jazyků.
V Pákistánu tento jazyk (pod názvem „pahárí“) nadále přežívá, ale dosud se mu nedostalo žádného oficiálního statusu. Pákistánská organizace, která se věnuje podpoře tohoto jazyka, se nazývá Alami Pahari Adabi Sangat (Globální pahárská kulturní asociace).

## Příklady

### Číslovky
| Číslice | Dógrí | Česky |
| १       | ik    | jeden |
| २       | do    | dva   |
| ३       | trai  | tři   |
| ४       | cār   | čtyři |
| ५       | pānj  | pět   |
| ६       | cē    | šest  |
| ७       | sāt   | sedm  |
| ८       | āṭ    | osm   |
| ९       | nau   | devět |
| १०      | dās   | deset |